# Karoy Anderson
Karoy Zidane Lovebourne Anderson (Lewisham, 1º ottobre 2004) è un calciatore inglese naturalizzato giamaicano, centrocampista del Charlton e della nazionale giamaicana.

## Carriera

### Club
Anderson è cresciuto nel settore giovanile del Charlton, club con cui ha firmato un contratto professionistico il 5 ottobre 2021. Ha debuttato in prima squadra il 22 novembre 2022 nell'incontro di EFL Trophy perso per 3-2 contro il Plymouth, dove ha anche trovato il suo primo gol.
Il 17 gennaio 2023 è stato prestato per un mese all'Aldershot Town in National League. Il 21 febbraio il prestito è stato estero per un ulteriore mese.
Rientrato al Charlton, il 5 agosto ha firmato il rinnovo del contratto.

### Nazionale
Il 6 ottobre 2023 ha ricevuto la sua prima convocazione con la nazionale giamaicana. Ha debuttato il 12 dello stesso mese nell'incontro di CONCACAF Nations League vinto 4-1 contro Grenada.

## Statistiche

### Presenze e reti nei club
Statistiche aggiornate al 19 novembre 2023.
| Stagione        | Squadra         | Campionato      | Campionato | Campionato | Coppe nazionali | Coppe nazionali | Coppe nazionali | Coppe continentali | Coppe continentali | Coppe continentali | Altre coppe | Altre coppe | Altre coppe | Totale | Totale | Totale |
| Stagione        | Squadra         | Comp            | Pres       | Reti       | Comp            | Pres            | Reti            | Comp               | Pres               | Reti               | Comp        | Pres        | Reti        | Pres   | Reti   |        |
| --------------- | --------------- | --------------- | ---------- | ---------- | --------------- | --------------- | --------------- | ------------------ | ------------------ | ------------------ | ----------- | ----------- | ----------- | ------ | ------ | ------ |
| 2022-gen. 2023  | Charlton        | FL1             | 0          | 0          | FACup+CdL       | 0               | 0               |                    | -                  | -                  | FLT         | 1           | 1           | 1      | 1      |        |
| gen.-mar. 2023  | Aldershot Town  | NL              | 5          | 0          | FACup           | 0               | 0               |                    | -                  | -                  | FAT         | 2           | 0           | 7      | 0      |        |
| 2023-2024       | Charlton        | FL1             | 8          | 0          | FACup+CdL       | 1+1             | 0               |                    | -                  | -                  | FLT         | 0           | 0           | 2      | 0      |        |
| Totale carriera | Totale carriera | Totale carriera | 13         | 0          |                 | 2               | 0               |                    | -                  | -                  |             | 3           | 1           | 18     | 1      |        |

### Cronologia presenze e reti in nazionale
| Cronologia completa delle presenze e delle reti in nazionale ― Giamaica | Cronologia completa delle presenze e delle reti in nazionale ― Giamaica | Cronologia completa delle presenze e delle reti in nazionale ― Giamaica | Cronologia completa delle presenze e delle reti in nazionale ― Giamaica | Cronologia completa delle presenze e delle reti in nazionale ― Giamaica | Cronologia completa delle presenze e delle reti in nazionale ― Giamaica | Cronologia completa delle presenze e delle reti in nazionale ― Giamaica | Cronologia completa delle presenze e delle reti in nazionale ― Giamaica |
| Data                                                                    | Città                                                                   | In casa                                                                 | Risultato                                                               | Ospiti                                                                  | Competizione                                                            | Reti                                                                    | Note                                                                    |
| ----------------------------------------------------------------------- | ----------------------------------------------------------------------- | ----------------------------------------------------------------------- | ----------------------------------------------------------------------- | ----------------------------------------------------------------------- | ----------------------------------------------------------------------- | ----------------------------------------------------------------------- | ----------------------------------------------------------------------- |
| 12-10-2023                                                              | Saint George's                                                          | Grenada                                                                 | 1 – 4                                                                   | Giamaica                                                                | CONCACAF Nations League 2023-2024 - 1º turno                            | -                                                                       | 46’                                                                     |
| 15-10-2023                                                              | Port of Spain                                                           | Haiti                                                                   | 2 – 3                                                                   | Giamaica                                                                | CONCACAF Nations League 2023-2024 - 1º turno                            | -                                                                       | 80’                                                                     |
| 21-3-2024                                                               | Arlington                                                               | Stati Uniti                                                             | 3 – 1 dts                                                               | Giamaica                                                                | CONCACAF Nations League 2023-2024 - Semifinale                          | -                                                                       | 74’                                                                     |
| 24-3-2024                                                               | Arlington                                                               | Panama                                                                  | 0 – 1                                                                   | Giamaica                                                                | CONCACAF Nations League 2023-2024 - Finale 3º posto                     | -                                                                       | 81’                                                                     |
| 6-6-2024                                                                | Kingston                                                                | Giamaica                                                                | 1 – 0                                                                   | Rep. Dominicana                                                         | Qual. Mondiali 2026                                                     | -                                                                       | 46’                                                                     |
| 9-6-2024                                                                | Roseau                                                                  | Dominica                                                                | 2 – 3                                                                   | Giamaica                                                                | Qual. Mondiali 2026                                                     | -                                                                       | 89’                                                                     |
| 26-6-2024                                                               | Paradise                                                                | Ecuador                                                                 | 3 – 1                                                                   | Giamaica                                                                | Coppa America 2024 - 1º turno                                           | -                                                                       | 83’ 90+4’                                                               |
| 30-6-2024                                                               | Austin                                                                  | Giamaica                                                                | 0 – 3                                                                   | Venezuela                                                               | Coppa America 2024 - 1º turno                                           | -                                                                       | 67’                                                                     |
| 10-9-2024                                                               | Tegucigalpa                                                             | Honduras                                                                | 1 – 2                                                                   | Giamaica                                                                | CONCACAF Nations League 2024-2025 - 1º turno                            | -                                                                       | 77’                                                                     |
| 11-10-2024                                                              | Managua                                                                 | Nicaragua                                                               | 0 – 2                                                                   | Giamaica                                                                | CONCACAF Nations League 2024-2025 - 1º turno                            | -                                                                       |                                                                         |
| 14-10-2024                                                              | Kingston                                                                | Giamaica                                                                | 0 – 0                                                                   | Honduras                                                                | CONCACAF Nations League 2024-2025 - 1º turno                            | -                                                                       | 76’                                                                     |
| 18-11-2024                                                              | Saint Louis                                                             | Stati Uniti                                                             | 4 – 2                                                                   | Giamaica                                                                | CONCACAF Nations League 2024-2025 - Quarti di finale                    | -                                                                       | 73’                                                                     |
| 20-6-2025                                                               | San Jose                                                                | Giamaica                                                                | 2 – 1                                                                   | Guadalupa                                                               | Gold Cup 2025 - 1° turno                                                | -                                                                       | 46’ 55’                                                                 |
| Totale                                                                  |                                                                         | Presenze                                                                | 13                                                                      |                                                                         | Reti                                                                    | 0                                                                       |                                                                         |